# Contea di Ningyang
La contea di Ningyang (宁阳县S, Níngyáng XiànP) è una contea della Cina, situata nella provincia dello Shandong e amministrata dalla prefettura di Tai'an.